# Put Your Money Where Your Mouth Is
Put Your Money Where Your Mouth Is – minialbum niemieckiego zespołu punkrockowego Die Toten Hosen, wydany w 1994 roku.

## Lista utworów
1. „Lovesong” (Breitkopf/Frege, Plain) − 3:41 (anglojęzyczna wersja „Liebeslied”)
2. „My Land” (Breitkopf/Frege, Dangerfield) − 3:55 („Willkommen in Deutschland”)
3. „Whole Wide World” (Wreckless Eric) − 3:19 (Wreckless Eric cover)
4. „Long Way from Liverpool” (Breitkopf, John Plain/Frege) - 3:01
5. „Guantanamera” (Joséito Fernandez) - 3:20

## Wykonawcy
- Campino – wokal
- Andreas von Holst – gitara
- Michael Breitkopf – gitara
- Andreas Meurer – gitara basowa
- Wolfgang Rohde – perkusja